# Barbara Laister-Ebner
Barbara Laister-Ebner (geboren am 25. August 1972 in Wien) ist eine österreichische Zitherspielerin.

## Leben und Werk
Barbara Laister lernte das Zitherspiel ab dem siebten Lebensjahr bei Charlotte Roder und Hannelore Laister an der Musikschule Margareten. Letztere, ihre Mutter, unterrichtete unter anderem als Professorin Instrumentalpädagogik am Konservatorium der Stadt Wien. 1990 maturierte Barbara Laister am wirtschaftskundlichen Realgymnasium. Ab 1990 studierte sie am Konservatorium der Stadt Wien Zither bei Hannelore Laister und Querflöte bei Chia-Ling Renner-Liao. Im Juni 1994 absolvierte sie die staatliche Lehrbefähigungsprüfung. Darüber hinaus absolvierte sie ein Bachelorstudium in Zoologie an der Universität Wien. 1991 konnte sie den ersten Preis beim 1. Zitherwettbewerb am Konservatorium der Stadt Wien gewinnen. 1996 nahm sie an der Millenniumsfeier anlässlich 1000 Jahre Österreich in Manila teil, 1997 gastierte sie als Solistin bei Konzerten des National Philharmonic Orchestra in Taipeh.
Zu ihrem Repertoire zählen Werke der traditionellen Zitherliteratur, aber auch Klassikbearbeitungen, Jazz, Pop und zeitgenössische Musik. Sie spielt mit ihrer Schwester Monika Kutter (geborene Laister)  und mit der Sängerin Christina Bachler als Band Tremblazz und seit 1998 mit dem Wiener Zitherquartett. 1987 war sie als Solistin in der Burgtheater-Inszenierung der Geschichten aus dem Wiener Wald von Ödön von Horvath verpflichtet, Regie führte Alfred Kirchner. 1991 spielte sie ihr Instrument am selben Haus bei König Ottokars Glück und Ende von Franz Grillparzer, inszeniert von Wolfgang Engel. Im Jahr 2002 führte sie eine Deutschland-Tournee unter anderem nach Berlin, Hamburg, Frankfurt/Main und Leipzig. 2004 war sie an Benefizkonzerten zum Wiederaufbau der Vijećnica in Sarajevo beteiligt. 2005 gastierte sie mit der Symphonia Vienna in China, 2012 mit dem Symphonieorchester der Wiener Volksoper in Japan.
Beim Neujahrskonzert der Wiener Philharmoniker 2018 unter der Leitung von Riccardo Muti spielte Laister-Ebner das Zither-Solo in den Geschichten aus dem Wienerwald von Johann Strauss (Sohn).
Seit ihrer Heirat führt sie den Doppelnamen Laister-Ebner; sie hat zwei Kinder.